# 73872 Stefanoragazzi
73872 Stefanoragazzi è un asteroide della fascia principale. Scoperto nel 1997, presenta un'orbita caratterizzata da un semiasse maggiore pari a 2,3470869 UA e da un'eccentricità di 0,1380422, inclinata di 10,30723° rispetto all'eclittica.